# ایرباس بریتانیا
ایرباس بریتانیا (انگلیسی: Airbus UK) شرکت فناوری هوافضای بریتانیایی است، که در سال ۱۹۹۷ توسط شرکت ایرباس تأسیس شد.